# 清良記
『清良記』（せいりょうき）は、江戸時代初期に成立した伊予国宇和郡の国人（武将）・土居清良の一代記（軍記物）。農書としての記述を含み、日本最古の農書ともされることで知られている。現存する『清良記』は30巻に仕立てられたものが多い。

## 内容
土居式部大輔清良（幼名・虎松）は土居志摩守清晴の三男として生まれ、土居家の伝統で干支巡りに家を相続するため、本家当主の土居備前守清貞の養子となった。
永禄3年（1560年）10月6日、清良の祖父・土居伊豆守清宗（宗雲）が、伊予西園寺氏から与えられた石城（宇和島市吉田町）を大友氏の大軍に包囲攻撃され、清宗・清貞・清影など一族郎党が自刃・落城した。清良と従姉の「お松」はお家再興を託されて、土佐一条氏の老臣・土居近江守家忠（土居宗三）を頼った。
一条氏に保護された清良は、一条氏に反旗を翻した蓮池城の和食氏を討ち取る大功を立てる。その褒賞として清良は永禄5年（1562年）に養父清貞の領地を還付され、伊予大森城に戻るが、一条方からの加番衆との間で争いが起こり、国取りの初めとなる。西園寺氏に後ろ盾を頼み、以後、予土国境の戦いだけでなく、北伊予の河野氏に加勢し、中国の小早川氏の要請で、備後福山、丹波亀山、因幡鳥取、門司、備中高松などに遠征し、軍功を顕す。
永禄7年（1564年）正月、土居清良は領内の農巧者である松浦宗案を城に呼び出した。宗案の書き上げと追加の問答が「第七巻農書・親民鑑月集」に収録されている。

## 評価と議論

### 成立過程
『清良記』は土居一族の末裔である三間三島神社の元神官・土居水也が、慶安3年（1650年）より承応3年（1654）に没するまでに完成させたとされている。しかし下に述べるように、現存する『清良記』は水也による原本ではなく、後世に改編者の手によって大幅な加筆・改編が加えられたものと考えられる。
この改編の過程で、四国地方や丹波亀山・因幡鳥取・播磨上月城への遠征など、改編者による「空想」に基づく創作が混入されるようになった。たとえば、小早川氏のもとで中国遠征に加わった清良が大手柄を立てた場所として戦国時代にはない「備後福山」の地名が用いられたり、登場する人物にも多く架空名・仮託名が使われたりしている。この結果、『清良記』は軍記物・講談本に近い性格のものとなり、史料としての価値を損ねてしまっている。
伏見元嘉は、土居中村で伊予吉田藩の元代官・庄屋を勤めた土居与兵衛（延宝7年（1679年）頃に没）が、総領の小兵衛を刑殺されたうえ土居家の持高を没収された事に対して「告発・抗議・怨嗟」を行うために『清良記』を全面的に改編したと考察している。

### 日本最古の農書
愛媛県立松山農業学校校長の菅菊太郎によって、永禄7年（1564年）のものとされる「親民鑑月集」の記載が注目され、「わが国最古の農書」と喧伝されるようになった。しかし、上述のように『清良記』の成立時期や記載内容の真偽については議論があり、16世紀後半の土居清良当時の農業を記したものとしてそのまま信用することはできないと考えられている。農書部分の記述内容は農業史・社会経済史などの観点から着目されているが、史料批判が課題となっている。 
農書部分に記載された栽培作物の種類や営農状態、面積の単位として「畝」が用いられていることなどから、永禄7年と書かれるには矛盾があると指摘され、江戸時代に入ってから書かれた物と推測されている。また、答申内容には『清良記』成立当時に伊予吉田藩が行おうとしていた鬮持制度が関わっていることも指摘されている。宗案の子供たちの描写や、宗案の名乗りから「松浦宗案」も架空の人物であると考えられる。永井義瑩は、琉球芋の記録が見られる現存の『清良記』農書部分の成立が元禄14年（1701年）以後であると考察している。

## 参考資料
- 松浦郁郎翻刻『清良記』（佐川出版、1975年）
  - 山口常助「清良記の作者および成立年代」（同書所収）
- 『吉田古記』
- 『三間町誌』（三間町、1994年）
- 永井義瑩『近世農書清良記第七巻の研究』（清文堂、2003）ISBN 4-7924-0530-0
- 菅菊太郎「松浦宗案と其農書について」『社会経済史学』13巻10号（1944年）
- 山口常助「『清良記』の史料的価値について」『歴史手帳』2巻6号（1974年）
- 伏見元嘉「『清良記』の傍証研究－将棋からのアプローチ」『伊予史談』321号（2001年）
- 伏見元嘉「『清良記』の改編者と成立過程」『伊予史談』326号（2002年）
- 伏見元嘉「軍記物『清良記』の解釈」『伊予史談』336号（2003年）
- 石野弥栄「『清良記』の成立と素材について」『伊予史談』（2005年）
- 伏見元嘉『中近世農業史の再解釈―『清良記』の研究』（思文閣出版、2011年）ISBN 978-4-7842-1562-1